# Церковь Святой Богородицы (Каменец-Подольский)
Церковь Святой Богородицы — армянский кафедральный собор, существовавший в Каменец-Подольском в период с 1522 по 1672 год.

## Предыстория
По разным данным, армяне в Каменец-Подольском поселились в XI — XIII веках. В XVII веке в городе уже насчитывалось 1200 семей армян. Составляя значительную часть населения Каменец-Подольского и занимая большую часть города, армяне селились в основном в юго-восточной части города; до сих пор в городе имеется квартал, известный среди местных под названием Армянский. В этой части города располагались, помимо административных и коммерческих зданий армянской общины, и главные армянские храмы города.

## История церкви
Церковь Святой Богородицы была построена в 1522 году на месте более древней деревянной церкви, которая ввиду своих малых размеров не удовлетворяла потребностям армянской колонии. Расходы на строительство обеспечил Еолбей, которому помогали и делали подарки члены «Совета сорока братьев» и другие каменецкие богачи. В 1570 году к церкви были пристроены капелла и арка. В дошедших до наших дней памятных записях, созданных в Каменце-Подольском, писцы упоминают церковь св. Богородицы как главенствующую среди армянских храмов города. В 1636 году это отмечали переписчики книг и канонов Хачатур дпир и Хачерес. В это же время префект А. Пиду, автор краткого очерка по истории введения унии среди армян, писал:
Церковь Успения [пресвятой Богородицы], являющаяся кафедральной
Церковь св. Богородицы была разрушена в 1672 году во время артобстрела города турецкими войсками. Армянский историк и путешественник Минас Бжишкян (1777—1851), посетивший город, в своей работе описывал ещё существовавшие развалины храма.